# Santschursk
Santschursk (russisch Са́нчурск) ist eine Siedlung städtischen Typs und ehemalige Stadt in der Oblast Kirow in Russland mit 4727 Einwohnern (Stand 14. Oktober 2010).

## Geographie
Der Ort liegt gut 230 km Luftlinie südwestlich des Oblastverwaltungszentrums Kirow knapp 10 km von der Grenze zur Republik Mari El entfernt. Er befindet sich zu beiden Seiten des linken Wolga-Nebenflusses Große Kokschaga (Große Kokschaga): der Hauptteil des Ortes am rechten und ein etwa zwei Kilometer entfernter Ortsteil am linken Ufer.
Santschursk ist Verwaltungszentrum des Rajons Santschurski sowie Sitz und einzige Ortschaft der Stadtgemeinde Santschurskoje gorodskoje posselenije.

## Geschichte
Der Ort wurde 1584 unter Boris Godunow als eine der Festungen gegründet, die im Wolgagebiet die Kontrolle des Zarentums Russland über die dort siedelnden Tataren, Mari, Udmurten und Mordwinen sichern sollten, etwa zeitgleich mit Ziwilsk und Urschum. Er erhielt den Namen Zarjowosantschursk, etwa „Zaren-Santschursk“. Als Verwaltungssitz eines Ujesds galt Zarjowosantschursk als Stadt, auch nach der Bildung der Statthalterschaft Wjatka 1780. Durch einen Brand 1794 weitgehend zerstört, verlor der Ort mit Umwandlung der Statthalterschaft in ein gleichnamiges Gouvernement 1796 seine Verwaltungsfunktion, blieb aber Stadt im Bestand des Ujesds Jaransk.
Am 5. November 1923 erhielt der Ort seinen heutigen Namen bei gleichzeitiger Umwandlung in ein Dorf (selo). Am 15. Juli 1929 wurde Santschursk Verwaltungssitz eines neu geschaffenen, nach ihm benannten Rajons. Seit 1942 ist Santschursk Siedlung städtischen Typs.

### Bevölkerungsentwicklung
| Jahr | Einwohner |
| ---- | --------- |
| 1897 | 1266      |
| 1939 | 3594      |
| 1959 | 4889      |
| 1970 | 6603      |
| 1979 | 6899      |
| 1989 | 6490      |
| 2002 | 5718      |
| 2010 | 4727      |

Anmerkung: Volkszählungsdaten

## Verkehr
Nach Santschursk führt die Regionalstraße 33R-029 aus dem gut 50 km in nordöstlicher Richtung entfernten Jaransk, weiter in Richtung der Grenze zur Republik Mari El und dort in deren ebenfalls etwa 50 km entfernte Hauptstadt Joschkar-Ola. Nach Südwesten zweigt eine Straße in das 30 km entfernte Kilemary ab, auch in Mari El.
Über die Straße nach Joschkar-Ola ist die nächstgelegene, 30 km entfernte Bahnstation Nuschjaly an der Strecke Selenodolsk – Joschkar Ola – Jaransk erreichbar.